# Huta Łukomska (Bryski)
Huta Łukomska – niestandaryzowana część wsi Bryski w Polsce położona w województwie mazowieckim, w powiecie sierpeckim, w gminie Rościszewo.
Dawniej samodzielna wieś i gromada.
W latach 1975–1998 miejscowość administracyjnie należała do województwa płockiego.